# Quiñones del Río
Quiñones del Río es una localidad española del municipio de Carrizo de la Ribera, en la provincia de León, comunidad autónoma de Castilla y León.

## Toponimia
El nombre "Quiñones" proviene del latín quinio o quinionem, que hace referencia a una porción de tierra de cultivo. Este sistema de asignación comunal promovía el trabajo y la defensa colectivos, y su uso se extendió en Castilla y en León durante la repoblación medieval.

## Localización
Se encuentra en la ribera del río Órbigo, cercana a las localidades de Huerga del Río, Armellada, La Milla del Río, Carrizo de la Ribera y Astorga a 29 km.

## Historia
Quiñones del Río tiene sus orígenes en los siglos IX y X, como parte de la repoblación impulsada por el Reino de León. Su nombre se asocia con el sistema de "quiñones" o porciones de tierra comunales, otorgadas a los primeros habitantes. Aunque popularmente vinculado a la familia Quiñones, no hay evidencias definitivas de una relación directa. A finales del siglo XIV, la familia Quiñones impuso un tributo conocido como "pan del cuarto" hasta su abolición en 1931.

## Demografía
Evolución de la población
| Gráfica de evolución demográfica de Quiñones del Río entre 2000 y 2017 |
|                                                                        |
| Población de derecho (2000-2017) según el padrón municipal del INE     |

## Patrimonio histórico
Entre los elementos históricos de la localidad destaca la Ermita de San Antonio, del siglo XVI, situada en el extremo noroeste del núcleo urbano.
La estructura triangular de Quiñones, con calles como Real, Presa y Ermita, sigue el patrón defensivo de los asentamientos medievales.